# Носуля Микола Васильович
Носуля Микола Васильович — народився у 1926 (за іншими джерелом у 1925) році в Олексієво-Дружківці. Загинув в Польщі (Коло) 20 січня 1945.
На початку Німецько-радянської війни перебував на окупованій німцями території. Брав участь у боротьбі проти гітлерівців.
В Червоній Армії з 1943 року. Учасник Німецько-радянської війни з травня 1944 року.
Командир відділення 1006-го стрілецького полку 266-ї стрілецької дивізії 5-ї ударної армії 1-го Білоруського фронту, сержант. Героїчно загинув на польській землі в ході захоплення міста Коло, під час атаки, закривши тілом амбразуру ворожого дзоту.
Похований на меморіальному цвинтарі у Варшаві.
Указом Президії Верховної Ради СРСР від 24 березня 1945 року посмертно надано звання Героя Радянського Союзу.
Нагороджено орденом Леніна.
Наказом міністра Оборони СРСР від 3 лютого 1949 року Герой Радянського Союзу Носуля навічно зарахований у перелік особового складу рідної роти.
У містах Костянтинівка та смт Олексієво-Дружківка є вулиця Носулі.
У школі № 14 Олексієво-Дружківки встановлено бюст Миколи Носулі, на будівлі школи є меморіальна дошка.